# さいたま市立尾間木小学校
さいたま市立尾間木小学校（さいたましりつ おまぎしょうがっこう）は、埼玉県さいたま市緑区にある公立小学校。

## 沿革
- 1873年（明治6年）3月 - 校舎落成、大牧学校(現在の清泰寺)として開校（大牧・大間木・井沼方・柳崎・下山口新田の五村を学区とした）[1]。
- 1874年（明治7年） - 中尾村・高木貫一氏宅（金剛寺）を校舎として中尾学校・啓発学校が開校。
- 1882年（明治15年） - 大間木に新校舎を造り、公立大間木小学校と改称。
- 1886年（明治19年）4月10日 - 小学校令により啓発尋常小学校と改称。
- 1897年（明治30年）10月17日 - 新校舎が落成し、中尾尋常小学校として開校。
- 1909年（明治42年）9月13日 - 啓発・中尾両尋常小学校を廃し、現在地（大間木1058）に尾間木尋常小学校の新校舎を建設し開校。この日を開校記念日とする。
- 1910年（明治43年）4月1日 - 校章を制定する[2]。また、当校のシンボルであるとちの木が植樹される[3]。
- 1940年（昭和15年）4月10日 - 浦和市に合併し、浦和市立尾間木尋常高等小学校と改称。
- 1947年（昭和22年）4月1日 - 浦和市立尾間木小学校と改称。
- 1954年(昭和29年) 4月1日 - 完全給食開始。
- 2001年（平成13年）5月1日 - さいたま市誕生により、さいたま市立尾間木小学校に改称。
- 2002年（平成14年）12月7日 - 土地区画整理事業により、住所が大間木1058から東浦和8丁目11-5に変更される。
- 2018年（平成30年）4月 - 校章をモチーフにデザインされた尾間木小学校のキャラクター「尾間木まなぶくん」が制定される[4]。
- 時期不明 - 校歌制定（作詞：下山つとむ、作曲：三枝成彰）

## 交通
- JR武蔵野線東浦和駅から徒歩13分。